# Lijst van voetbalinterlands Portugal - Spanje
Deze lijst van voetbalinterlands is een overzicht van alle officiële voetbalwedstrijden tussen de nationale teams van Portugal en Spanje. De buurlanden speelden tot op heden 41 keer tegen elkaar. De eerste wedstrijd, een vriendschappelijke wedstrijd, werd gespeeld in Madrid op 18 december 1921. Dat was de eerste officiële interland uit de geschiedenis van Portugal. Het laatste duel, de finale van de UEFA Nations League 2024/25, vond plaats op 8 juni 2025 in München (Duitsland).

## Wedstrijden
| №  | Plaats                | Datum             | Competitie                  | Wedstrijd         | Uitslag |
| -- | --------------------- | ----------------- | --------------------------- | ----------------- | ------- |
| 1  | Madrid                | 18 december 1921  | Vriendschappelijk           | Spanje – Portugal | 3 – 1   |
| 2  | Lissabon              | 17 december 1922  | Vriendschappelijk           | Portugal – Spanje | 1 – 2   |
| 3  | Sevilla               | 16 december 1923  | Vriendschappelijk           | Spanje – Portugal | 3 – 0   |
| 4  | Lissabon              | 17 mei 1925       | Vriendschappelijk           | Portugal – Spanje | 0 – 2   |
| 5  | Lissabon              | 8 januari 1928    | Vriendschappelijk           | Portugal – Spanje | 2 – 2   |
| 6  | Sevilla               | 17 maart 1929     | Vriendschappelijk           | Spanje – Portugal | 5 – 0   |
| 7  | Porto                 | 30 november 1930  | Vriendschappelijk           | Portugal – Spanje | 0 – 1   |
| 8  | Vigo                  | 2 april 1933      | Vriendschappelijk           | Spanje – Portugal | 3 – 0   |
| 9  | Madrid                | 11 maart 1934     | WK 1934 kwalificatie        | Spanje – Portugal | 9 – 0   |
| 10 | Lissabon              | 18 maart 1934     | WK 1934 kwalificatie        | Portugal – Spanje | 1 – 2   |
| 11 | Lissabon              | 5 mei 1935        | Vriendschappelijk           | Portugal – Spanje | 3 – 3   |
| 12 | Lissabon              | 12 januari 1941   | Vriendschappelijk           | Portugal – Spanje | 2 – 2   |
| 13 | Bilbao                | 16 maart 1941     | Vriendschappelijk           | Spanje – Portugal | 5 – 1   |
| 14 | Lissabon              | 11 maart 1945     | Vriendschappelijk           | Portugal – Spanje | 2 – 2   |
| 15 | A Coruña              | 6 mei 1945        | Vriendschappelijk           | Spanje – Portugal | 4 – 2   |
| 16 | Lissabon              | 26 januari 1947   | Vriendschappelijk           | Portugal – Spanje | 4 – 1   |
| 17 | Madrid                | 21 maart 1948     | Vriendschappelijk           | Spanje – Portugal | 2 – 0   |
| 18 | Lissabon              | 20 maart 1949     | Vriendschappelijk           | Portugal – Spanje | 1 – 1   |
| 19 | Madrid                | 2 april 1950      | WK 1950 kwalificatie        | Spanje – Portugal | 5 – 1   |
| 20 | Lissabon              | 9 april 1950      | WK 1950 kwalificatie        | Portugal – Spanje | 2 – 2   |
| 21 | Lissabon              | 3 juni 1956       | Vriendschappelijk           | Portugal – Spanje | 3 – 1   |
| 22 | Madrid                | 13 april 1958     | Vriendschappelijk           | Spanje – Portugal | 1 – 0   |
| 23 | Porto                 | 15 november 1964  | Vriendschappelijk           | Portugal – Spanje | 2 – 1   |
| 24 | Vigo                  | 26 september 1979 | Vriendschappelijk           | Spanje – Portugal | 1 – 1   |
| 25 | Porto                 | 20 juni 1981      | Vriendschappelijk           | Portugal – Spanje | 2 – 0   |
| 26 | Marseille             | 17 juni 1984      | EK 1984                     | Portugal – Spanje | 1 – 1   |
| 27 | Castellon de la Plana | 16 januari 1991   | Vriendschappelijk           | Spanje – Portugal | 1 – 1   |
| 28 | Torres Novas          | 15 januari 1992   | Vriendschappelijk           | Portugal – Spanje | 0 – 0   |
| 29 | Vigo                  | 19 januari 1994   | Vriendschappelijk           | Spanje – Portugal | 2 – 2   |
| 30 | Barcelona             | 13 februari 2002  | Vriendschappelijk           | Spanje – Portugal | 1 – 1   |
| 31 | Guimarães             | 6 september 2003  | Vriendschappelijk           | Portugal – Spanje | 0 – 3   |
| 32 | Lissabon              | 20 juni 2004      | EK 2004                     | Spanje – Portugal | 0 – 1   |
| 33 | Kaapstad              | 29 juni 2010      | WK 2010                     | Spanje – Portugal | 1 – 0   |
| 34 | Lissabon              | 17 november 2010  | Vriendschappelijk           | Portugal – Spanje | 4 – 0   |
| 35 | Donetsk               | 27 juni 2012      | EK 2012                     | Portugal – Spanje | 0 – 0   |
| 36 | Sotsji                | 15 juni 2018      | WK 2018                     | Portugal – Spanje | 3 − 3   |
| 37 | Lissabon              | 7 oktober 2020    | Vriendschappelijk           | Portugal − Spanje | 0 − 0   |
| 38 | Madrid                | 4 juni 2021       | Vriendschappelijk           | Spanje − Portugal | 0 − 0   |
| 39 | Sevilla               | 2 juni 2022       | UEFA Nations League 2022/23 | Spanje – Portugal | 1 – 1   |
| 40 | Braga                 | 27 september 2022 | UEFA Nations League 2022/23 | Portugal − Spanje | 0 − 1   |
| 41 | München               | 8 juni 2025       | UEFA Nations League 2024/25 | Portugal – Spanje | 2 − 2   |

## Samenvatting
| Competitie          | Totaal gespeeld | Winst Portugal | Gelijk | Winst Spanje | Doelsaldo Portugal – Spanje |
| ------------------- | --------------- | -------------- | ------ | ------------ | --------------------------- |
| WK-eindronde        | 2               | 0              | 1      | 1            | 3 – 4                       |
| WK-kwalificatie     | 4               | 0              | 1      | 3            | 4 – 18                      |
| EK-eindronde        | 3               | 1              | 2      | 0            | 2 – 1                       |
| UEFA Nations League | 3               | 0              | 2      | 1            | 3 – 4                       |
| Vriendschappelijk   | 29              | 5              | 12     | 12           | 35 – 52                     |
| Totaal              | 41              | 6              | 18     | 17           | 47 – 79                     |

## Details

### 32ste ontmoeting
| EK 2004 (Porto, Portugal, 20 juni 2004): |       |                |
| Spanje | 0 – 1 | Portugal       |
| | goals | 57' Nuno Gomes |
| - Veertiende en laatste interland voor Raúl Bravo van Spanje. - 23ste en laatste interland van Spanje onder leiding van bondscoach Iñaki Sáez. |       |                |

### 33ste ontmoeting
| WK 2010 (Kaapstad, Zuid-Afrika, 29 juni 2010): |       |                 |
| Portugal                                       | 0 – 1 | Spanje          |
|                                                | goals | 63' David Villa |

### 34ste ontmoeting
| Vriendschappelijk (Lissabon, Portugal, 17 november 2010): |       |        |
| Portugal | 4 – 0 | Spanje |
| Carlos Martins 45' Hélder Postiga 49' Hélder Postiga 68' Hugo Almeida 90'                                                                                      | goals |        |
| - Debuut van Rui Patrício (Sporting Lissabon) en Paulo Machado (Toulouse FC) voor Portugal. - Interlanddebuut voor scheidsrechter Anthony Gautier (Frankrijk). |       |        |

### 35ste ontmoeting
| EK 2012 (Donetsk, Oekraïne, 27 juni 2012): |                     | |
| Portugal | 0 – 0               | Spanje |
| | goals               | |
| João Moutinho Pepe Nani Bruno Alves | strafschoppen 2 – 4 | Xabi Alonso Andrés Iniesta Gerard Piqué Sergio Ramos Cesc Fàbregas                                                                                       |
| Paulo Bento | bondscoach          | Vicente del Bosque |
| Rui Patrício Fábio Coentrão Bruno Alves Pepe João Pereira Miguel Veloso 105' João Moutinho Raul Meireles 113' Cristiano Ronaldo Hugo Almeida 81' Nani | opstellingen        | Iker Casillas Jordi Alba Sergio Ramos Gerard Piqué Álvaro Arbeloa Sergio Busquets Xabi Alonso 87' Xavi Andrés Iniesta 54' Álvaro Negredo 60' David Silva |
| Nélson Oliveira 81' Custódio 105' Silvestre Varela 113'                                                                                               | wissels             | 54' Cesc Fábregas 60' Jesus Navas 87' Pedro |
| Fábio Coentrão 45+1' Pepe 61' João Pereira 64' Bruno Alves 86' Miguel Veloso 90+3'                                                                    | gele kaarten        | 41' Sergio Ramos 60' Sergio Busquets 84' Álvaro Arbeloa 113' Xabi Alonso                                                                                 |

### 36ste ontmoeting
| WK 2018 (Sotsji, Rusland, 15 juni 2018): |              | |
| Portugal | 3 – 3        | Spanje |
| Cristiano Ronaldo 4' (pen), 44', 88' | goals        | 24', 55' Diego Costa 58' Nacho |
| Fernando Santos | bondscoach   | Fernando Hierro |
| Rui Patrício Pepe Raphaël Guerreiro José Fonte Cédric Soares João Moutinho Bernardo Silva 69' William Carvalho Bruno Fernandes 68' Cristiano Ronaldo Gonçalo Guedes 79' | opstellingen | David de Gea Gerard Piqué Nacho Sergio Ramos Jordi Alba Sergio Busquets 70' Andrés Iniesta Koke 86' David Silva Isco 77' Diego Costa |
| João Mário 68' Ricardo Quaresma 69' André Silva 79' | wissels      | 70' Thiago Alcántara 77' Iago Aspas 86' Lucas Vázquez                                                                                |
| Bruno Fernandes 28' | gele kaarten | 17' Sergio Busquets |

FPF · A-internationals · Selecties · Statistieken · Bondscoaches · Portugees vrouwenelftal · Olympisch elftal · Portugal U21 · Portugal U20 · Portugal U19 · Portugal U18 · Portugal U17 · Vrouwen U17
1921 – 1929 · 
1930 – 1939 · 
1940 – 1949 · 
1950 – 1959 · 
1960 – 1969 · 
1970 – 1979 · 
1980 – 1989 · 
1990 – 1999 · 
2000 – 2009 · 
2010 – 2019 · 
2020 – 2029
EK's: 1984 · 
1996 · 
2000 · 
2004 · 
2008 · 
2012 · 
2016 · 
2020 · 
2024
WK's: 1966 · 
1986 · 
2002 · 
2006 · 
2010 · 
2014 · 
2018 · 
2022
OS: 1928 · 
1996 · 
2004 · 
2016
1921 · 
1922 · 
1923 · 
1924 · 
1925 · 
1926 · 
1927 · 
1928 · 
1929 · 
1930 · 
1931 · 
1932 · 
1933 · 
1934 · 
1935 · 
1936 · 
1937 · 
1938 · 
1939 · 
1940 · 
1942 · 
1943 · 1944 · 
1945 · 
1946 · 
1947 · 
1948 · 
1949 ·
1950 · 
1951 · 
1952 · 
1953 · 
1954 · 
1955 · 
1956 · 
1957 · 
1958 · 
1959 ·
1960 · 
1961 · 
1962 ·
1963 ·
1964 · 
1965 · 
1966 · 
1967 · 
1968 · 
1969 ·
1970 · 
1971 · 
1972 · 
1973 · 
1974 · 
1975 · 
1976 · 
1977 · 
1978 · 
1979 ·
1980 · 
1981 · 
1982 · 
1983 · 
1984 · 
1985 · 
1986 · 
1987 · 
1988 · 
1989 · 
1990 · 
1991 ·
1992 · 
1993 · 
1994 · 
1995 · 
1996 · 
1997 · 
1998 · 
1999 · 
2000 · 
2001 · 
2002 · 
2003 · 
2004 · 
2005 · 
2006 · 
2007 · 
2008 · 
2009 · 
2010 · 
2011 · 
2012 · 
2013 ·
2014 ·
2015 ·
2016 ·
2017 ·
2018 ·
2019 ·
2020 ·
2021 ·
2022
Albanië ·
Algerije ·
Andorra ·
Angola ·
Argentinië ·
Armenië ·
Azerbeidzjan ·
België ·
Bolivia ·
Bosnië-Herzegovina ·
Brazilië ·
Bulgarije ·
Canada ·
Chili ·
China ·
Cyprus ·
DDR ·
Denemarken ·
Duitsland ·
Ecuador ·
Egypte ·
Engeland ·
Estland ·
Faeröer ·
Finland ·
Frankrijk ·
Gabon ·
Georgië ·
Ghana ·
Gibraltar ·
Griekenland ·
Hongarije ·
Ierland ·
IJsland ·
Iran ·
Israël ·
Italië ·
Ivoorkust ·
Joegoslavië ·
Kaapverdië ·
Kameroen ·
Kazachstan ·
Koeweit ·
Kroatië ·
Letland ·
Liechtenstein ·
Litouwen ·
Luxemburg ·
Malta ·
Marokko ·
Mexico ·
Moldavië ·
Mozambique ·
Nederland ·
Nieuw-Zeeland ·
Nigeria ·
Noord-Ierland ·
Noord-Korea ·
Noord-Macedonië ·
Noorwegen ·
Oekraïne ·
Oostenrijk ·
Panama ·
Paraguay ·
Polen ·
Qatar ·
Roemenië ·
Rusland ·
Saoedi-Arabië ·
Schotland ·
Servië ·
Slovenië ·
Slowakije ·
Sovjet-Unie ·
Spanje ·
Tsjechië ·
Tsjecho-Slowakije ·
Tunesië ·
Turkije ·
Uruguay ·
Verenigde Staten ·
Wales ·
Zuid-Afrika ·
Zuid-Korea ·
Zweden ·
Zwitserland
Angola (2006) ·
België (2021) ·
Brazilië (2010) · 
Denemarken (2012) ·
Duitsland (2006) ·
Duitsland (2008) ·
Duitsland (2012) ·
Duitsland (2014) ·
Duitsland (2021) ·
Engeland (2000) ·
Engeland (2006) ·
Frankrijk (2006) ·
Frankrijk (2016) ·
Frankrijk (2021)  ·
Ghana (2014) ·
Griekenland (2004, 2) · 
Hongarije (2021) · 
IJsland (2016) · 
Iran (2006) ·
Iran (2018) ·
Marokko (2018) ·
Marokko (2022) ·
Mexico (2006) ·
Nederland (2006) ·
Nederland (2012) ·
Oostenrijk (2016) · 
Spanje (2012) · 
Spanje (2018) ·
Tsjechië (2008) ·
Tsjechië (2012) · 
Turkije (2008) ·
Verenigde Staten (2014) ·
Uruguay (2018) ·
Zuid-Korea (2022) · 
Zwitserland (2008) · 
Zwitserland (2022)
RFEF · A-internationals · Selecties · Bondscoaches · Spaans vrouwenelftal · Olympisch elftal · Spanje U21 · Spanje U20 · Spanje U19 · Spanje U18 · Spanje U17 · Spanje U16 · Vrouwen U17
1920 – 1929 ·
1930 – 1939 ·
1940 – 1949 ·
1950 – 1959 ·
1960 – 1969 ·
1970 – 1979 ·
1980 – 1989 ·
1990 – 1999 ·
2000 – 2009 ·
2010 – 2019 ·
2020 − 2029
EK's: 1964 · 
1980 · 
1984 · 
1988 · 
1996 · 
2000 · 
2004 · 
2008 · 
2012 · 
2016 · 
2020 · 
2024
WK's: 1934 · 
1950 · 
1962 · 
1966 · 
1978 · 
1982 · 
1986 · 
1990 · 
1994 · 
1998 · 
2002 · 
2006 · 
2010 · 
2014 · 
2018 · 
2022
OS: 1920 ·
1924 · 
1928 · 
1968 · 
1976 · 
1980 · 
1992 · 
1996 · 
2000 · 
2012 ·
2020
1920 · 
1921 · 
1922 · 
1923 · 
1924 · 
1925 · 
1926 · 
1927 · 
1928 · 
1929 · 
1930 · 
1931 · 
1932 · 
1933 · 
1934 · 
1935 · 
1936 · 
1937 · 1939 · 1940 · 
1941 · 
1942 · 
1943 · 1944 · 
1945 · 
1946 · 
1947 · 
1948 · 
1949 · 
1950 · 
1952 · 
1952 · 
1953 · 
1954 · 
1955 · 
1956 · 
1957 · 
1958 · 
1959 · 
1960 · 
1961 · 
1962 · 
1963 · 
1964 · 
1965 · 
1966 · 
1967 · 
1968 · 
1969 · 
1970 · 
1971 · 
1972 · 
1973 · 
1974 · 
1975 · 
1976 · 
1977 · 
1978 · 
1979 · 
1980 · 
1981 · 
1982 · 
1983 · 
1984 · 
1985 · 
1986 · 
1987 · 
1988 · 
1989 · 
1990 · 
1991 · 
1992 · 
1993 · 
1994 · 
1995 · 
1996 · 
1997 · 
1998 · 
1999 · 
2000 · 
2001 · 
2002 · 
2003 · 
2004 · 
2005 · 
2006 · 
2007 · 
2008 · 
2009 · 
2010 · 
2011 · 
2012 · 
2013 ·
2014 ·
2015 ·
2016 ·
2017 ·
2018 ·
2019 ·
2020 ·
2021 ·
2022
Albanië ·
Algerije ·
Andorra ·
Argentinië ·
Armenië ·
Australië ·
Azerbeidzjan ·
België ·
Bolivia ·
Bosnië en Herzegovina ·
Brazilië ·
Bulgarije ·
Canada ·
Chili ·
China ·
Colombia ·
Costa Rica ·
Cyprus ·
DDR ·
Denemarken ·
Duitsland ·
Ecuador ·
Egypte ·
El Salvador ·
Engeland ·
Estland ·
Equatoriaal-Guinea · 
Faeröer ·
Finland ·
Frankrijk ·
GOS ·
Georgië ·
Griekenland ·
Haïti ·
Honduras ·
Hongarije ·
Ierland ·
IJsland ·
Irak ·
Iran ·
Israël ·
Italië ·
Ivoorkust ·
Japan ·
Joegoslavië ·
Jordanië ·
Kosovo ·
Kroatië ·
Letland ·
Liechtenstein ·
Litouwen ·
Luxemburg ·
Malta ·
Marokko ·
Mexico ·
Nederland ·
Nieuw-Zeeland ·
Nigeria ·
Noord-Ierland ·
Noord-Macedonië ·
Noorwegen ·
Oekraïne ·
Oostenrijk ·
Panama ·
Paraguay ·
Peru ·
Polen ·
Portugal ·
Puerto Rico ·
Roemenië ·
Rusland ·
San Marino ·
Saoedi-Arabië ·
Schotland ·
Servië ·
Servië en Montenegro ·
Slovenië ·
Slowakije ·
Sovjet-Unie ·
Tahiti ·
Tsjechië ·
Tsjecho-Slowakije ·
Tunesië ·
Turkije ·
Uruguay ·
Venezuela ·
Verenigde Staten ·
Wales ·
Wit-Rusland ·
Zuid-Afrika ·
Zuid-Korea ·
Zweden ·
Zwitserland
Australië (2014) ·
Brazilië (2013) ·
Chili (2010) ·
Chili (2014) ·
Costa Rica (2022) ·
Duitsland (2008) ·
Duitsland (2022) ·
Engeland (1982) ·
Engeland (2024) ·
Frankrijk (1984) ·
Frankrijk (2006) ·
Frankrijk (2012) ·
Frankrijk (2021) ·
Griekenland (2008) ·
Honduras (2010) ·
Ierland (2012) ·
Iran (2018) ·
Italië (2008) ·
Italië (2012, 1) ·
Italië (2012, 2) ·
Italië (2016) ·
Italië (2021) ·
Japan (2022) ·
Kroatië (2012) ·
Kroatië (2021) ·
Marokko (2018) ·
Marokko (2022) ·
Nederland (2010) ·
Nederland (2014) ·
Oekraïne (2006) ·
Paraguay (2002) ·
Polen (2021) ·
Portugal (2012) ·
Portugal (2018) ·
Rusland (2008, 1) ·
Rusland (2008, 2) ·
Rusland (2018) ·
Saoedi-Arabië (2006) ·
Slovenië (2002) ·
Slowakije (2021) ·
Sovjet-Unie (1964) ·
Tsjechië (2016) ·
Tunesië (2006) ·
Turkije (2016) ·
West-Duitsland (1982) ·
Zuid-Afrika (2002) ·
Zweden (2008) ·
Zweden (2021) ·
Zwitserland (2010) ·
Zwitserland (2021)